# Dolomite
La dolomite  è un minerale costituito da carbonato di calcio e magnesio appartenente al gruppo omonimo. La dolomia è una roccia composta principalmente di minerale dolomite. La dolomite cristallizza secondo il sistema trigonale. 
Si trova sotto forma di cristalli o, più comunemente in masse compatte, di colore bianco o grigio. Ha le proprietà fisiche simili a quelle della calcite ma si riconosce perché si dissolve più lentamente in acido cloridrico. 
La durezza di Mohs è di 3,5 - 4 e il peso specifico è di 2,85 g/cm³.

## Il problema della dolomite
Sussistono ancora molti dubbi sulla formazione della dolomite. Esistono ampi depositi nell'annotazione geologica, ma il minerale è relativamente raro negli ambienti moderni. Ci si riferisce a questo come "il problema della dolomite". 
La dolomia infatti rappresenta circa il 10% di tutte le rocce sedimentarie e si pensa che si sia prodotta vicino alla superficie della terra.
Tuttavia, la sintesi fatta in laboratorio richiede temperature superiori a 100 °C, circostanze tipiche della formazione in bacini sedimentari – anche se secondo molti la dolomite sembra essersi formata a bassa temperatura.
Negli anni cinquanta e negli anni sessanta, la dolomite è stata trovata in laghi altamente salini nella regione di Coorong nell'Australia del sud.
I cristalli della dolomite inoltre si presentano nei sedimenti in alto mare, con una grossa presenza di materia organica. Questa dolomite è chiamata dolomite "organica".
Recenti ricerche hanno scoperto un meccanismo di formazione della dolomite per via anaerobica per soprasaturazione nei laghi nei pressi di Rio de Janeiro.
Un caso interessante è rappresentato dalla formazione di dolomite nei reni di un cane di razza dalmata.
Si reputa che il processo chimico sia innescato dai batteri. Questo meccanismo rappresenta un interessante collegamento fra processi su grande scala tipici della geologia e processi su scala ridotta tipici della microbiologia. Il reale ruolo dei batteri nella formazione a bassa temperatura della dolomite risulta dimostrato.

## Voci correlate

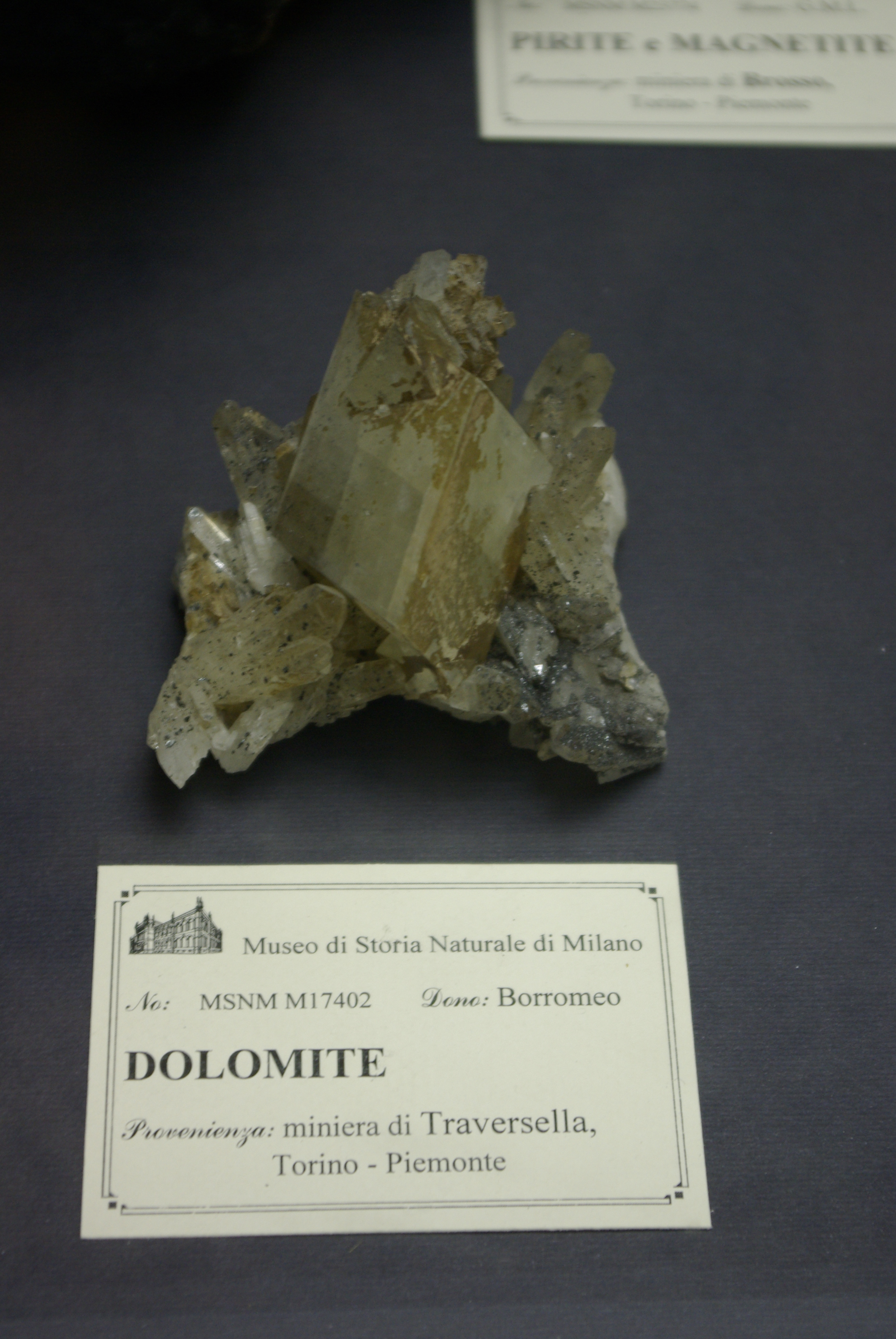
Cristalli di dolomite della miniera di Traversella